# Helgesensgade
Helgesensgade er en gade beliggende på Østerbro i København. Gaden strækker sig fra Blegdamsvej til Sortedam Dossering, samt krydser Ryesgade.

## Baggrund og navngivning
Gaden er opkaldt efter oberstløjtnant Hans Helgesen (1793–1858), der spillede en aktiv rolle i den første slesvigske krig (1848–1850).

## Bebyggelse og institutioner
Bebyggelsen i Helgesensgade stammer hovedsageligt fra 1880’erne.
I Helgesensgade 2 ligger den historiske bygning, som husede Børnehjemmet af 1870, stiftet af Rosalie Petersen. Børnehjemmet lå oprindeligt i Ravnsborggade, men flyttede til Helgesensgade i 1890. I dag rummer bygningen børneinstitutionen Rosalie.